# Журнал целочисленных последовательностей
Журнал целочисленных последовательностей (англ. Journal of Integer Sequences) — бесплатный научный рецензируемый онлайн-журнал, посвящённый целочисленным последовательностям, дискретной математике, комбинаторике и смежным областям.
Журнал был основан в 1998 году Нилом Слоуном, основателем Энциклопедии целочисленных последовательностей. С 2012 года журнал издаётся и поддерживается Университетом Уотерлу. Публикации в журнале бесплатны как для авторов, так и для читателей. В год выходит 50—75 научных работ.
Журнал индексируется базой Mathematical Reviews, а также Zentralblatt MATH.